# Adolf Guggenbühl-Craig
Adolf Guggenbühl-Craig (Zurigo, 1923 – Svizzera, 18 luglio 2008) è stato uno psichiatra e psicoanalista svizzero, membro della scuola archetipica della psicologia analitica, sviluppata dallo psichiatra svizzero Carl Gustav Jung (1875 - 1961). È autore di numerose pubblicazioni su questo argomento.

## La vita
Guggenbühl-Craig era il figlio del rispettato editore zurighese, Adolf Guggenbühl. Ha studiato teologia all'Università di Zurigo con l'idea di diventare un pastore, poi ha lavorato presso la casa editrice di suo padre. Ha continuato a lavorare come assistente sociale ausiliario mentre studiava filosofia e storia all'Università di Basilea. Alla fine decise di studiare Medicina a Zurigo e subito dopo aver sostenuto l'esame finale partì per l'America dove, per vivere, svolse vari lavori domestici.
Dopo una parentesi di quattro anni negli Stati Uniti, dove era stato ammesso a "analisi freudiana" alla Rhode Island, è tornato in patria dove si è specializzato in Psichiatria. Iniziò analisi junghiana con Franz Niklaus Riklin, figlio di Franz Riklin, che non ne precluse l'adesione al cristianesimo, e studiò presso l'Istituto C.G. Jung di Zurigo, da cui se ne andò senza diplomarsi.
Successivamente aprì uno studio privato di Psicoterapia a Zurigo. In quel periodo incontra il seguace junghiano americano, James Hillman, molto critico nei confronti dello status di Guggenbühl come praticante senza diploma, ma superò i suoi pregiudizi e i due divennero amici. Si è sposato con la scultrice e cantante scozzese Anne Craig (1929-2018). Ha aggiunto il suo cognome al suo, su sua richiesta, per distinguersi dal padre. Hanno avuto cinque figli uno dei quali, il loro figlio, Allan Guggenbühl, divenne psicoterapeuta.
Conosceva personalmente Jung, e fu fortemente influenzato dal suo lavoro, sebbene non gli importasse né dell'uomo, né della sua adulazione né dei suoi accoliti. Fu docente e direttore del C. G. Jung Institute di Zurigo per dieci anni. Successivamente fu presidente dell'IAAP. Dalla sua pratica in Svizzera ha dato numerosi contributi alla psicologia analitica. Ha influenzato moltissimi junghiani in tutto il mondo, sulla base del suo lavoro di psicoterapeuta, analista e insegnante. Fu autore di numerosi articoli e libri.
Morì all'età di 85 anni.
I suoi documenti sono depositati presso l'OPUS Archives and Research Center, del Pacifica Graduate Institute a Carpinteria (California).

## Opere
- Marriage: dead or alive
- Power in the helping professions
- The emptied soul. On the nature of the psychopath
- Marriage is dead – Long live marriage!
- The old fool and the corruption of myth, featured in a documentary film by Stephen Segaller.[7]
- From the wrong side. A paradoxical approach to psychology